# テーライポネー
テーライポネー（古希: Θηραιφόνης, Thēraiphonē）は、ギリシア神話の女性である。長音を省略してテライポネとも表記される。アカイア地方の都市オーレノスの王デクサメノスの娘で、テーロニケーと双子の姉妹、またムネーシマケー、ヒッポリュテー、一説によるとデーイアネイラと姉妹。エーリス地方の双子の英雄モリオネの1人エウリュトスと結婚し、タルピオスを生んだ。タルピオスはトロイア戦争に参加したエーリス地方の4人の武将の1人。